# Produktregel
Die Produktregel oder Leibnizregel (nach Gottfried Wilhelm Leibniz) ist eine grundlegende Regel der Differentialrechnung. Mit ihr wird die Ableitung eines Produktes von Funktionen aus den Ableitungen der einzelnen Funktionen berechnet. 
In Lagrange-Notation lautet die Produktregel
{\displaystyle (u\cdot v)'=u'\cdot v+u\cdot v'}.
Der Vorteil dieser Regel liegt darin, dass es im Allgemeinen einfacher ist, die Ableitungen beider Faktoren separat zu berechnen, als jene des gesamten Produkts auf einmal. In etwa kann über die Produktregel die Ableitung des Terms {\displaystyle x^{2}\cdot \sin(x)} schnell berechnet werden, wenn die Ableitungen der Terme {\displaystyle x^{2}} und {\displaystyle \sin(x)} schon bekannt sind (sie ergeben sich als {\displaystyle 2x} bzw. {\displaystyle \cos(x)} mittels der Ableitungsregeln elementarer Funktionen). Für den Fall, dass eine der beiden Funktionen konstant ist, geht die Produktregel in die einfachere Faktorregel über.
Neben ihrer Bedeutung für explizite Berechnungen hat die Produktregel auch theoretische Konsequenzen. Der hinter ihr stehende mathematische Satz besagt, dass Differenzierbarkeit (also die Eigenschaft von Funktionen, eine Ableitung zu besitzen) stabil unter Produktbildung ist. Sind also Funktionen {\displaystyle f} und {\displaystyle g} (in einem Punkt) ableitbar, so auch wieder ihr Produkt {\displaystyle f\cdot g}. Das Analogon zur Produktregel hinsichtlich Addition ist die Summenregel.
Im Rahmen der Integralrechnung kann die Produktregel dazu verwendet werden, die partielle Integration herzuleiten. Genau wie man die Integration als eine „Umkehrung“ der Differentiation gesehen werden kann, entspricht die partielle Integration der „Umkehrung“ der Produktregel.

## Einführende Erklärung

Graphische Darstellung der Approximation von durch. Letztere ist die Tangente von an der Stelle. Durch dieses Prinzip kann der Normalparabel an der Stelle die „Steigung“ 2 zugeordnet werden.

Ist eine Funktion {\displaystyle f} in einem Punkt differenzierbar, so ist es möglich, sie in diesem Bereich relativ gut durch eine lineare Funktion {\displaystyle L(x)=ax+b} anzunähern. Der Vorteil daran ist, dass man Begriffe wie „Steigung“, also das Maß, um wie viel Einheiten sich ein Vorgang ändert, wenn man den Eingabewert verändert, für lineare Funktionen verstanden hat. Indes ist es zu Beginn nicht klar, wie zum Beispiel die Steigung einer Funktion wie {\displaystyle f(x)=x^{2}} im Punkt {\displaystyle x=1} zu begreifen ist. Durch die Annäherung mittels einer linearen Funktion, quasi als gedanklichen „Um-“ bzw. „Zwischenweg“, kann man aber den Begriff der Steigung auch auf Kurven, also nicht-lineare Vorgänge, ausweiten. Die Steigung am Punkt einer Kurve entspricht dann per Definition der Steigung der linearen Funktion, welche die Kurve dort am besten annähert, aber die Steigung einer linearen Funktion ist wegen der Gradlinigkeit des Schaubildes gut verstanden. Auf diese Weise können auch komplizierten, nicht-linearen Vorgängen lokale Veränderungsraten zugeordnet werden. Dieser Vorgang entspricht dem Kerngedanken der Differentialrechnung.
Der Gedanke hinter der Produktregel fußt nun wiederum auf einem einfachen Mechanismus. Sind zum Beispiel die Funktionen {\displaystyle f} und {\displaystyle g} separat im Punkt {\displaystyle x=0} im Sinne der Differentialrechnung gut verstanden, können sie durch lineare Funktionen
{\displaystyle f(x)\approx Ax+a\qquad } und {\displaystyle \qquad g(x)\approx Bx+b\qquad } (für sehr kleine Werte {\displaystyle x})
angenähert werden. Dabei haben die Näherungen, wie man aus der Erfahrung mit linearen Funktionen weiß, die Steigungen {\displaystyle A} bzw. {\displaystyle B}. Das Prinzip der Differentialrechnung ordnet also den „schwierigen Kurven“ von {\displaystyle f} und {\displaystyle g} im Punkt {\displaystyle x=0} ebenfalls die Steigungen {\displaystyle A} und {\displaystyle B} zu. In kurzer Schreibweise:
{\displaystyle f'(0)=A} bzw. {\displaystyle g'(0)=B}.
Die Näherungen {\displaystyle Ax+a} und {\displaystyle Bx+b} sind so gewählt, dass sie im Punkt {\displaystyle x=0} selbst perfekt sind (Tangentenprinzip), es herrscht dann im Grenzfall sogar Gleichheit: {\displaystyle f(0)=A\cdot 0+a=a} bzw. {\displaystyle g(0)=B\cdot 0+b=b}, also kurz
{\displaystyle f(0)=a} bzw. {\displaystyle g(0)=b}.
Es ist nun naheliegend, dass sich ihr Produkt {\displaystyle f(x)g(x)} über das Produkt dieser Näherungen wieder annähert. Zum Beispiel sind, zunächst einzeln betrachtet, die Zahlen {\displaystyle 2{,}1} und {\displaystyle 5{,}1} gute Näherungen für die Zahlen {\displaystyle 2} und {\displaystyle 5}, ergo ist deren Produkt {\displaystyle 2{,}1\cdot 5{,}1=10{,}71} eine Näherung für {\displaystyle 2\cdot 5=10,} kurz
{\displaystyle 2\cdot 5\approx 2{,}1\cdot 5{,}1.}
Nehmen nun {\displaystyle f(x)} und {\displaystyle g(x)} gedanklich den Platz von {\displaystyle 2} und {\displaystyle 5}, sowie {\displaystyle Ax+a} und {\displaystyle Bx+b} von {\displaystyle 2{,}1} und {\displaystyle 5{,}1} in der oberen Anschauung ein, gilt diesem Gedanken folgend
{\displaystyle f(x)\approx Ax+b\quad } und {\displaystyle \quad g(x)\approx Bx+b\implies f(x)g(x)\approx (Ax+a)(Bx+b).}
Durch Ausmultiplizieren von {\displaystyle (Ax+a)(Bx+b)} und anschließendes termweises Zusammenfassen erhält man daraus
{\displaystyle f(x)g(x)\approx ABx^{2}+Abx+Bax+ab=ABx^{2}+(Ab+Ba)x+ab.}
Der Term {\displaystyle ABx^{2}} ist für sehr kleine Werte verschwindend geringer als jede von Null verschiedene lineare Annäherung noch messen könnte (das Produkt {\displaystyle x^{2}} zweier kleiner Zahlen {\displaystyle x} ist „umso kleiner“), daher kann er bei der linearen Näherung des Produktes ignoriert werden:
{\displaystyle f(x)g(x)\approx (Ab+Ba)x+ab.}
Auf der rechten Seite steht nun wieder eine lineare Näherung. Die Steigung von {\displaystyle fg} im Punkt {\displaystyle x=0} ist also {\displaystyle Ab+Ba=f'(0)g(0)+g'(0)f(0)}.
Exakt dieselbe Überlegung gilt für beliebige feste Punkte {\displaystyle x=x_{0}}, wenn man oben {\displaystyle x} durch {\displaystyle x-x_{0}} in den Näherungstermen ersetzt. Die „kreuzweise“ Gestalt der Produktregel ist also schlicht das Resultat des mittleren Termes von {\displaystyle (Ax+b)(Bx+a)=(f'(0)x+f(0))(g'(0)x+g(0))} in ausmultiplizierter Form. In diesem Sinne muss sie nicht auswendig gelernt werden, sondern kann diesen Gedanken durch elementare Rechnungen aus oberer Heuristik jederzeit hergeleitet werden.

## Aussage der Produktregel
Sind die Funktionen {\displaystyle u} und {\displaystyle v} von einem Intervall {\displaystyle D} in die Menge der reellen oder der komplexen Zahlen an einer Stelle {\displaystyle a\in D} differenzierbar, so ist auch die durch
{\displaystyle f(x)=u(x)\cdot v(x)} für alle {\displaystyle x\in D}
definierte Funktion {\displaystyle f} an der Stelle {\displaystyle x=a} differenzierbar, und es gilt
{\displaystyle f'(a)=u'(a)\cdot v(a)+u(a)\cdot v'(a)}
oder kurz:
{\displaystyle (uv)'=u'v+uv'}
Letztere Schreibweise ist besonders dann in Gebrauch, wenn {\displaystyle u} und {\displaystyle v}, also damit auch {\displaystyle f}, im gesamten Definitionsbereich differenzierbar sind.

## Geschichte

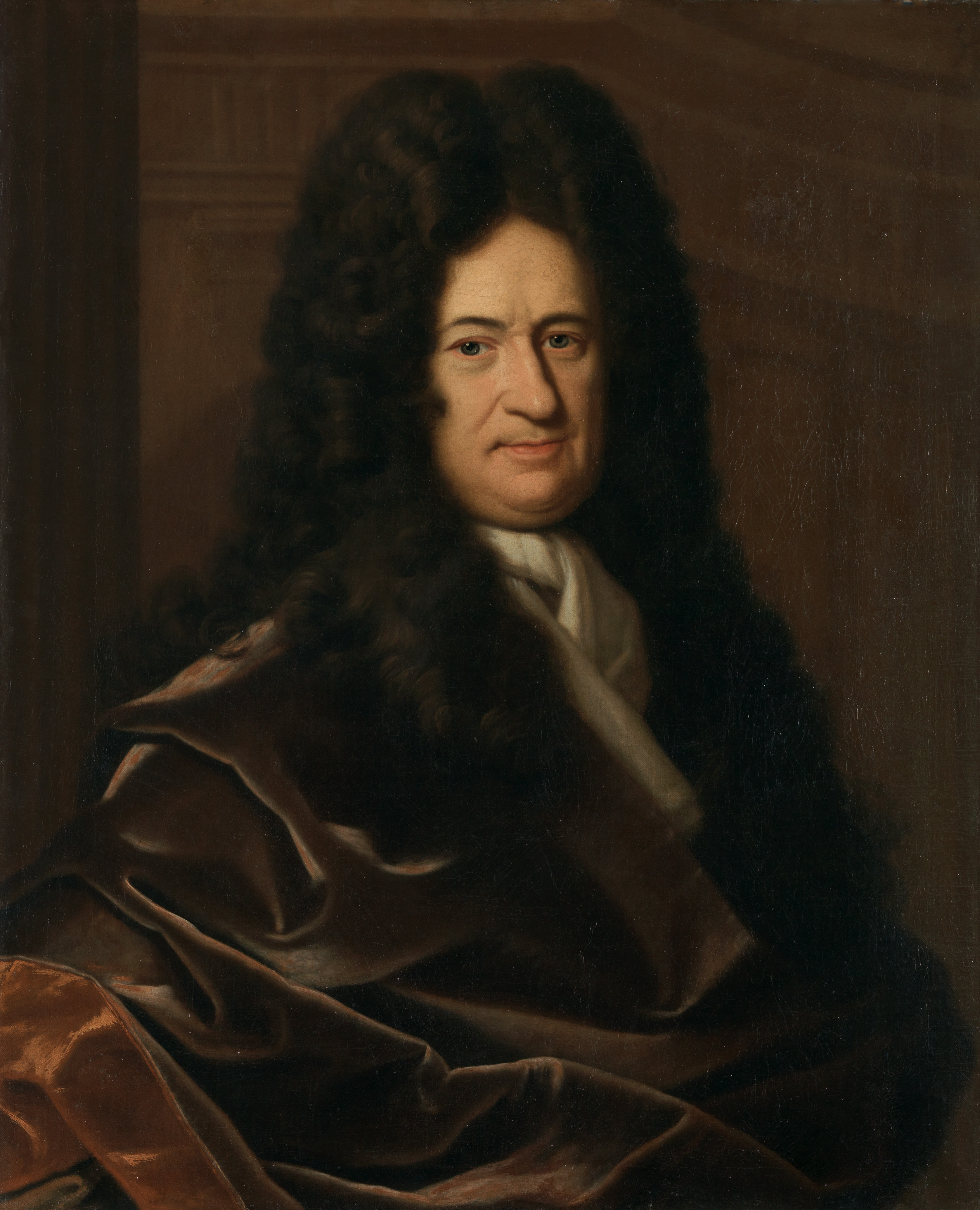
Gottfried Wilhelm Leibniz

Als Entdecker der Produktregel wird in der Literatur häufig Gottfried Wilhelm Leibniz genannt, der sie in seiner bahnbrechenden Nova Methodus pro Maximis et Minimis (1684), dem ersten Werk über das Kalkül der Infinitesimalrechnung, zusammen mit Summen- und Quotientenregel publizierte. Allerdings hatte Leibniz bereits im November 1675 in einem Manuskript mit dem Titel Pro methodo tangentium inversa et aliis tetragonisticis specimina et inventa die Regel
{\displaystyle {\overline {\mathrm {d} x}}y={\overline {\mathrm {d} xy}}-x{\overline {\mathrm {d} y}}}
formuliert und diese „einen äußerst bemerkenswerten und für alle Kurven geltenden Satz“ bezeichnet. Hierbei nutzte er seine eigens eingeführte Notation für infinitesimale Größen. In einer weiteren Arbeit vom 11. Juli 1677 lieferte Leibniz schließlich erste Beweise für sowohl die Produkt- als auch die Quotientenregel. Um {\displaystyle \mathrm {d} (xy)=x\mathrm {d} y+y\mathrm {d} x} zu zeigen, schreibt Leibniz
{\displaystyle \mathrm {d} (xy)=(x+\mathrm {d} x)(y+\mathrm {d} y)-xy=x\mathrm {d} y+y\mathrm {d} x+\mathrm {d} x\mathrm {d} y}
und argumentiert, dass die Größe {\displaystyle \mathrm {d} x\mathrm {d} y} „unendlich viel kleiner“ sei verglichen zum Rest, womit nur noch {\displaystyle x\mathrm {d} y+y\mathrm {d} x} überbleibt. Auch war Leibniz im Jahr 1710 im Stande, eine allgemeine Form der Produktregel zu formulieren. Diese bezieht sich auf höhere Ableitungen eines Produktes, also zweite, dritte, vierte usw. Ableitung. Leibniz schrieb:
{\displaystyle p^{e}(x+y)=1\,p^{e}x\,p^{0}y+{\frac {e}{1}}\,p^{e-1}x\,p^{1}y+{\frac {e\cdot e-1}{1\cdot 2}}\,p^{e-2}x\,p^{2}y+{\frac {e\cdot e-1\cdot e-2}{1\cdot 2\cdot 3}}\,p^{e-3}x\,p^{3}y+{\frac {e\cdot e-1\cdot e-2\cdot e-3}{1\cdot 2\cdot 3\cdot 4}}\,p^{e-4}x\,p^{4}y\,+} etc.,
{\displaystyle d^{e}(x+y)=1\,d^{e}x\,d^{0}y+{\frac {e}{1}}\,d^{e-1}x\,d^{1}y+{\frac {e\cdot e-1}{1\cdot 2}}\,d^{e-2}x\,d^{2}y+{\frac {e\cdot e-1\cdot e-2}{1\cdot 2\cdot 3}}\,d^{e-3}x\,d^{3}y+{\frac {e\cdot e-1\cdot e-2\cdot e-3}{1\cdot 2\cdot 3\cdot 4}}\,d^{e-4}x\,d^{4}y\,+} etc.,
wobei er die Notationen {\displaystyle p^{k}} für die {\displaystyle k}-te Potenz und {\displaystyle d^{k}} für das {\displaystyle k}-te Differential verwendete. Leibniz erkannte, dass die allgemeine Produktregel in direkter Verbindung zum binomischen Lehrsatz stand und sich diese durch die Analogie zwischen dimensionsgebundener Homogenität (im Sinne gleicher Potenzen in Polynomen) und Potenzen unendlich kleiner Größen ausdrückt.
In einer Leibniz-Übersetzung im Jahr 1920 behauptete J. M. Child jedoch, dass Isaac Barrow die Produktregel, wie auch andere Techniken, zuvor entwickelt habe. Dort heißt es:

„Newton, with his great knowledge of and inclination toward geometrical reasoning, backed with his personal intercourse with Barrow, could appreciate the finality of Barrow’s proofs of the differentiation of a product, quotient, power, root, logarithm and exponential, and the trigonometrical functions, in a way that Leibniz could not.“

„Newton, mit seiner großen Kenntnis und Neigung zu geometrischem Denken, unterstützt durch seinen persönlichen Verkehr mit Barrow, konnte die Bedeutung von Barrows Beweisen für die Differenzierung eines Produkts, eines Quotienten, einer Potenz, einer Wurzel, eines Logarithmus und eines Exponentials sowie der trigonometrischen Funktionen in einer Weise schätzen, wie es Leibniz nicht konnte.“

Bereits im Jahr 1916 hatte Child eine englische Übersetzung von Teilen der Lectiones Geometricae von Barrow veröffentlicht, in deren Vorwort er Barrow zum eigentlichen und einzigen Erfinder der Differential- und Integralrechnung erhoben hatte. Damit ging Child nach Einschätzung von Thomas Sonar jedoch zu weit, denn man könne aus Barrows geometrischen Konstruktionen den Hauptsatz zwar herauslesen, allerdings hätte Child dies aus der Position des heutigen, mathematisch gebildeten Menschen getan. Barrow wäre es laut Sonar hingegen versagt geblieben, diese tiefe Einsicht aus seinen eigenen Arbeiten zu gewinnen.

## Anwendungsbeispiele
Im Folgenden sei stets {\displaystyle f(x)=u(x)v(x).}
- Ist {\displaystyle u(x)=x} und {\displaystyle v(x)=x,} so erhält man aus der Kenntnis von {\displaystyle u'(x)=1} und {\displaystyle v'(x)=1} mit der Produktregel

{\displaystyle {\frac {\mathrm {d} }{\mathrm {d} x}}x^{2}=f'(x)=u'(x)v(x)+u(x)v'(x)=1\cdot x+x\cdot 1=2x.}
- Ist {\displaystyle u(x)=x} und {\displaystyle v(x)={\frac {1}{x}},} so ist {\displaystyle f(x)=u(x)v(x)=1,} also ist

{\displaystyle 0=f'(x)=u'(x)v(x)+u(x)v'(x)=1\cdot {\frac {1}{x}}+x\cdot v'(x),}
und durch Umformen erhält man
{\displaystyle v'(x)=-{\frac {1}{x^{2}}}.}
Verwendet man die Kurznotation {\displaystyle (u\color {Blue}v\color {Black})'=u'\color {Blue}v\color {Black}+u\color {Blue}v\color {Black}'} so erhält man beispielsweise für die Ableitung folgender Funktion
{\displaystyle {\begin{aligned}f(x)&=(x^{2}-4)\cdot \color {Blue}(x^{3}+1)\\f'(x)&=2x\cdot \color {Blue}(x^{3}+1)\color {Black}+\color {Black}(x^{2}-4)\cdot \color {Blue}3x^{2}\\\end{aligned}}}

Ausmultipliziert ergibt sich {\displaystyle f'(x)=5x^{4}-12x^{2}+2x}

## Erklärung und Beweis

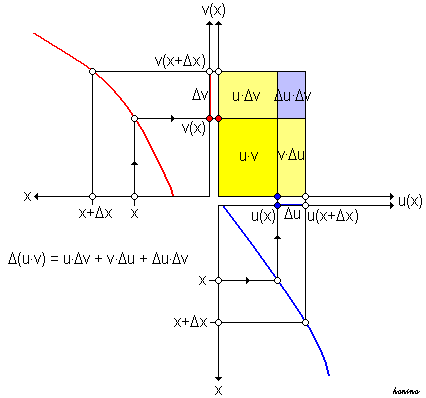
Geometrische Veranschaulichung des Beweises der Produktregel.

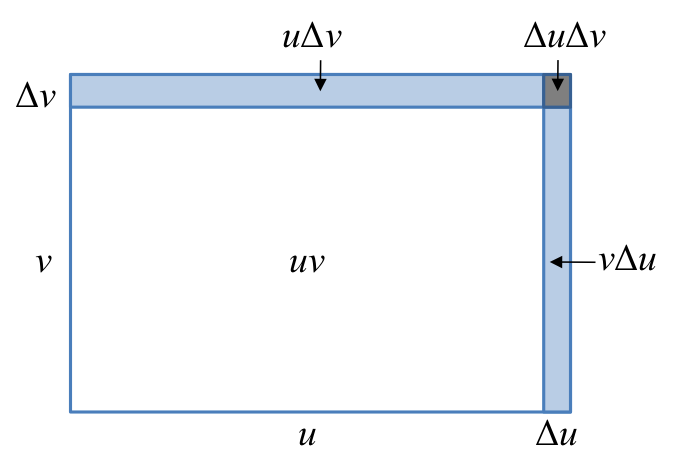
Die beiden hellblauen Streifen ergeben in Kombination die Produktregel.

Das Produkt {\displaystyle u\cdot v} zweier reeller (an einer Stelle {\displaystyle x} differenzierbarer) Funktionen {\displaystyle u} und {\displaystyle v} hat an der Stelle {\displaystyle x} den Wert {\displaystyle u(x)\cdot v(x),} der als Flächeninhalt eines Rechtecks mit den Seiten {\displaystyle u(x)} und {\displaystyle v(x)} gedeutet werden kann. Ändert sich nun {\displaystyle x} um {\displaystyle \Delta x,} so ändert sich {\displaystyle u(x)} um {\displaystyle \Delta u(x)} und {\displaystyle v(x)} um {\displaystyle \Delta v(x).} Die Änderung {\displaystyle \Delta (u(x)\cdot v(x))} des Flächeninhalts {\displaystyle u(x)\cdot v(x)} setzt sich dann (siehe Abbildung) zusammen aus
{\displaystyle \Delta (u(x)\cdot v(x))=u(x)\cdot \Delta v(x)+v(x)\cdot \Delta u(x)+\Delta u(x)\cdot \Delta v(x).}
Dividiert man durch {\displaystyle \Delta x,} so ergibt sich mit
{\displaystyle {\Delta (u(x)\cdot v(x)) \over \Delta x}=u(x)\cdot {\Delta v(x) \over \Delta x}+v(x)\cdot {\Delta u(x) \over \Delta x}+{\Delta u(x) \over \Delta x}\cdot \Delta v(x)}
der Differenzenquotient der Produkt- oder Flächeninhaltsfunktion {\displaystyle u\cdot v} an der Stelle {\displaystyle x.}
Für {\displaystyle \Delta x} gegen {\displaystyle 0} strebt auch {\displaystyle \Delta v(x)} (und damit der ganze letzte Summand) gegen {\displaystyle 0,} sodass man an der Stelle {\displaystyle x}
{\displaystyle (u\cdot v)'=u\cdot v'+v\cdot u'}
erhält, wie behauptet. Dies ist auch im Wesentlichen die Argumentation, wie sie sich in einem ersten Beweis der Produktregel 1677 in einem Manuskript von Leibniz findet. Die Produktregel, die er dort gemeinsam mit der Quotientenregel beweist, war damit eine der ersten Regeln zur Anwendung der Infinitesimalrechnung, die er herleitete. Er benutzte allerdings keinen Grenzwert, sondern noch Differentiale und schloss, dass {\displaystyle \Delta u\cdot \Delta v} wegfällt, weil es im Vergleich zu den anderen Summanden infinitesimal klein sei. Euler benutzte noch dasselbe Argument, erst bei Cauchy findet sich ein Beweis mit Grenzwerten, der den heutigen Maßstäben an mathematische Strenge genügt:

### Beweis
Gegeben sei die Funktion {\displaystyle f} durch {\displaystyle f(x)=u(x)\cdot v(x).} Die Ableitung von {\displaystyle f} an einer Stelle {\displaystyle x} ist dann durch den Grenzwert des Differenzenquotienten
{\displaystyle \lim _{\Delta x\to 0}{\frac {u(x+\Delta x)\cdot v(x+\Delta x)-u(x)\cdot v(x)}{\Delta x}}}
gegeben. Addition und Subtraktion des Terms {\displaystyle {\tfrac {u(x)\cdot v(x+\Delta x)}{\Delta x}}} liefert
{\displaystyle \lim _{\Delta x\to 0}{\frac {u(x+\Delta x)-u(x)}{\Delta x}}\cdot v(x+\Delta x)+\lim _{\Delta x\to 0}u(x)\cdot {\frac {v(x+\Delta x)-v(x)}{\Delta x}}.}
Das Ausführen der beiden Grenzübergänge liefert die Produktregel {\displaystyle f'(x)=u'(x)\cdot v(x)+u(x)\cdot v'(x).}

## Verallgemeinerungen

### Höhere Ableitungen und Faktorenzahl
Auch die Regel für Ableitungen {\displaystyle n}-ter Ordnung für ein Produkt aus zwei Funktionen {\displaystyle u,v\colon X\to \mathbb {R} } war schon Leibniz bekannt und wird entsprechend manchmal ebenfalls als Leibnizsche Regel bezeichnet. Sie ergibt sich aus der Produktregel mittels vollständiger Induktion zu
{\displaystyle (uv)^{(n)}=\sum _{k=0}^{n}{n \choose k}u^{(k)}v^{(n-k)}.}
Die hier auftretenden Ausdrücke der Form {\displaystyle {\tbinom {n}{k}}} sind Binomialkoeffizienten. Die obige Formel enthält die eigentliche Produktregel als Spezialfall und impliziert, dass der {\displaystyle \mathbb {R} }-Vektorraum {\displaystyle C^{n}(X,\mathbb {R} )} der {\displaystyle n}-mal differenzierbaren Funktionen auf {\displaystyle X} sogar eine {\displaystyle \mathbb {R} }-Algebra ist. Einfach gesprochen folgt also, dass wenn {\displaystyle f} und {\displaystyle g} jeweils {\displaystyle n}-mal differenzierbar sind, dies auch auf ihr Produkt {\displaystyle fg} zutrifft. Sie hat auffallende Ähnlichkeit zum binomischen Lehrsatz
{\displaystyle (a+b)^{n}=\sum _{k=0}^{n}{n \choose k}a^{k}b^{n-k}.}
Diese Ähnlichkeit ist kein Zufall, der übliche Induktionsbeweis läuft in beiden Fällen vollkommen analog; man kann die Leibnizregel aber auch mit Hilfe des binomischen Satzes beweisen.
Für höhere Ableitungen von mehr als zwei Faktoren lässt sich ganz entsprechend das Multinomialtheorem übertragen. Es gilt
{\displaystyle (f_{1}f_{2}\cdots f_{k})^{(n)}=\sum _{n_{1}+\ldots +n_{k}=n}{\binom {n}{n_{1},\ldots ,n_{k}}}f_{1}^{(n_{1})}f_{2}^{(n_{2})}\cdots f_{k}^{(n_{k})}}
mit den Multinomialkoeffizienten {\displaystyle \textstyle {\binom {n}{n_{1},\ldots ,n_{k}}}}. Für den Spezialfall {\displaystyle n=1} lassen sich daraus
{\displaystyle (uvw)'=u'vw+uv'w+uvw'},
{\displaystyle (uvwz)'=u'vwz+uv'wz+uvw'z+uvwz'}
usw.
herleiten. Allgemein ist für eine differenzierbare Funktion {\displaystyle \textstyle f=\prod _{j=1}^{k}f_{j}}, die ein Produkt von {\displaystyle k} differenzierbaren Funktionen {\displaystyle f_{j}} ist, die Ableitung
{\displaystyle f'=\sum _{j=1}^{k}f_{j}'\prod _{\ell =1 \atop \ell \neq j}^{k}f_{\ell }=f'_{1}f_{2}f_{3}\cdots f_{k}+f_{1}f'_{2}f_{3}\cdots f_{k}+\cdots +f_{1}f_{2}f_{3}\cdots f_{k}',}
wobei {\displaystyle \prod } das Produktzeichen bezeichnet. Haben die Funktionen keine Nullstellen, so kann man diese Regel auch in der übersichtlichen Form
{\displaystyle {\frac {f'}{f}}={\frac {(f_{1}\cdots f_{k})'}{f_{1}\cdots f_{n}}}={\frac {f_{1}'}{f_{1}}}+\cdots +{\frac {f_{k}'}{f_{n}}}=\sum _{j=1}^{k}{\frac {f_{j}'}{f_{j}}}}
schreiben; derartige Brüche bezeichnet man als logarithmische Ableitungen. Hintergrund dabei ist die Identität {\displaystyle \log(f_{1}\cdots f_{k})=\log(f_{1})+\cdots +\log(f_{k})}.

### Komplexe Differenzierbarkeit
Die Produktregel gilt auch für komplex differenzierbare Funktionen: Es sei {\displaystyle U\subseteq \mathbb {C} } offen und {\displaystyle f,g\colon U\to \mathbb {C} } komplex differenzierbar in {\displaystyle z_{0}\in \mathbb {C} }. Dann ist {\displaystyle fg} ebenfalls komplex differenzierbar in {\displaystyle z_{0}}, und es gilt
{\displaystyle (fg)'(z_{0})=f'(z_{0})g(z_{0})+f(z_{0})g'(z_{0}).}
Insbesondere gilt: Sind {\displaystyle f} und {\displaystyle g} holomorph in {\displaystyle U}, so folgt {\displaystyle (fg)'=f'g+fg'} in ganz {\displaystyle U} und die Abbildung {\displaystyle z\mapsto f(z)g(z)} ist erneut holomorph in {\displaystyle U}.

### Produkte von Vektoren und Matrix-Vektor-Produkte
Beim Beweis der Produktregel werden aus den Werten von {\displaystyle u} Linearkombinationen (Summen, Differenzen, Produkte mit Zahlen) gebildet, ebenso aus den Werten von {\displaystyle v.} Die Rollen von {\displaystyle u} und {\displaystyle v} sind dabei klar getrennt: {\displaystyle u} ist der linke Faktor, {\displaystyle v} der rechte. Der Beweis überträgt sich deswegen auf alle Produktbildungen, die sowohl im linken als auch im rechten Faktor linear sind. Insbesondere gilt die Produktregel auch für
- das Produkt von Skalar und Vektor (Skalarmultiplikation):

{\displaystyle {\frac {\mathrm {d} }{\mathrm {d} x}}(\alpha (x){\vec {u}}(x))={\frac {\mathrm {d} \alpha }{\mathrm {d} x}}{\vec {u}}(x)+\alpha (x){\frac {\mathrm {d} {\vec {u}}}{\mathrm {d} x}}};
- das Skalarprodukte von zwei Vektoren:

{\displaystyle {\frac {\mathrm {d} }{\mathrm {d} x}}({\vec {u}}(x)\cdot {\vec {v}}(x))={\frac {\mathrm {d} {\vec {u}}}{\mathrm {d} x}}\cdot {\vec {v}}(x)+{\vec {u}}(x)\cdot {\frac {\mathrm {d} {\vec {v}}}{\mathrm {d} x}}};
- das Vektorprodukte (Kreuzprodukte) von zwei Vektoren:

{\displaystyle {\frac {\mathrm {d} }{\mathrm {d} x}}({\vec {u}}(x)\times {\vec {v}}(x))={\frac {\mathrm {d} {\vec {u}}}{\mathrm {d} x}}\times {\vec {v}}(x)+{\vec {u}}(x)\times {\frac {\mathrm {d} {\vec {v}}}{\mathrm {d} x}}}.
- Matrix-Vektor-Produkte.

Vektoren bzw. Matrizen sind dabei als Funktionen einer unabhängigen Variablen zu verstehen.

### Höherdimensionaler Definitionsbereich
Verallgemeinert man auf Funktionen mit höherdimensionalem Definitionsbereich, so lässt sich die Produktregel wie folgt formulieren: Es seien {\displaystyle U\subseteq \mathbb {R} ^{n}} eine offene Teilmenge, {\displaystyle u,v\colon U\to \mathbb {R} } differenzierbare Funktionen und {\displaystyle x\in \mathbb {R} ^{n}} ein Richtungsvektor. Dann gilt die Produktregel für die Richtungsableitung:
{\displaystyle {\frac {\partial }{\partial x}}(uv)=\left({\frac {\partial }{\partial x}}u\right)\cdot v+u\cdot {\frac {\partial }{\partial x}}v}.
Entsprechend gilt für die Gradienten
{\displaystyle \nabla (uv)=(\nabla u)\cdot v+u\cdot \nabla v.}
In der Sprache der differenzierbaren Mannigfaltigkeiten lauten diese beiden Aussagen:
- Sind {\displaystyle x} ein Tangentialvektor und {\displaystyle u,v} lokal differenzierbare Funktionen, dann gilt

{\displaystyle x(uv)=xu\cdot v+u\cdot xv.}
- Sind {\displaystyle u,v} lokal differenzierbare Funktionen, so gilt die folgende Beziehung zwischen den äußeren Ableitungen:

{\displaystyle \mathrm {d} (uv)=v\,\mathrm {d} u+u\,\mathrm {d} v}

#### Höhere partielle Ableitungen
Sei {\displaystyle \alpha ,\beta \in \mathbb {N} _{0}^{n},U\subseteq \mathbb {R} ^{n}~und~u,v\in C^{\alpha }(U,\mathbb {R} ).} Dann gilt:
{\displaystyle D^{\alpha }(uv)=\sum _{\beta \leq \alpha }{\alpha  \choose \beta }D^{\beta }uD^{\alpha -\beta }v}

### Allgemeine differenzierbare Abbildungen
Es seien {\displaystyle U\subseteq \mathbb {R} } ein offenes Intervall, {\displaystyle B} eine Banachalgebra (z. B. die Algebra der reellen oder komplexen {\displaystyle (n\times n)}-Matrizen) und {\displaystyle u,v\colon U\to B} differenzierbare Funktionen. Dann gilt:
{\displaystyle (u\cdot v)'=u'\cdot v+u\cdot v'}
Dabei bezeichnet »·« die Multiplikation in der Banachalgebra.
Sind allgemeiner {\displaystyle B^{\prime }} und {\displaystyle B''} Banachräume, {\displaystyle u\colon U\to B'} und {\displaystyle v\colon U\to B''} differenzierbare Funktionen, so gilt ebenfalls eine Produktregel, wobei die Funktion des Produktes von einer Bilinearform {\displaystyle A\colon B'\times B''\to \mathbb {R} } übernommen wird. Von dieser wird verlangt, dass sie stetig ist, also beschränkt:
{\displaystyle |A(b',b'')|\leq C\cdot \|b'\|\cdot \|b''\|} für alle {\displaystyle b'\in B',b''\in B''}
mit einer festen Konstante {\displaystyle C}. Dann gilt die Produktregel
{\displaystyle {\frac {\mathrm {d} }{\mathrm {d} x}}A(u(x),v(x))=A(u'(x),v(x))+A(u(x),v'(x)).}
Entsprechende Aussagen gelten für höherdimensionale Definitionsbereiche.

### Leibniz-Regel für dividierte Differenzen
Die Leibnizregel lässt sich auf dividierte Differenzen übertragen:
{\displaystyle [x_{0},\ldots ,x_{n}](f\cdot g)=\sum _{j=0}^{n}([x_{0},\ldots ,x_{j}]f)\cdot ([x_{j},\ldots ,x_{n}]g)}
Der Spezialfall
{\displaystyle [x,x](f\cdot g)=[x]f\cdot [x,x]g+[x,x]f\cdot [x]g=f(x)g'(x)+f'(x)g(x)\quad } mit {\displaystyle \quad n=1;x=x_{0}=x_{1},}
schließt die originale Leibnizregel mit ein.

### Derivationen
Allgemein nennt man Abbildungen {\displaystyle D,} welche die Produktregel
{\displaystyle D(uv)=v\cdot D(u)+u\cdot D(v)}
erfüllen, Derivationen. Die Reihenfolge der Faktoren ist hier für den Fall einer Derivation {\displaystyle A\to M} mit einer Algebra {\displaystyle A} und einem {\displaystyle A}-Linksmodul {\displaystyle M} gewählt.
Im Zusammenhang mit {\displaystyle \mathbb {Z} }- oder {\displaystyle \mathbb {Z} /2\mathbb {Z} }-graduierten Algebren („Superalgebren“) muss der Begriff der Derivation jedoch durch den der Antiderivation ersetzt werden. Die entsprechende Gleichung lautet dann
{\displaystyle D(uv)=D(u)\cdot v+(-1)^{|u|}\cdot u\cdot D(v)}
für homogene Elemente {\displaystyle u,\ v.} Dabei bezeichnet {\displaystyle |u|} den Grad von {\displaystyle u.} Das prominenteste Beispiel einer Antiderivation ist die äußere Ableitung für Differentialformen
{\displaystyle \mathrm {d} (\omega \wedge \eta )=\mathrm {d} \omega \wedge \eta +(-1)^{|\omega |}\cdot \omega \wedge \mathrm {d} \eta .}